# الناحية المركزية (مقاطعة ألبرز)
الناحية المركزية لمقاطعة ألبرز (بالفارسية: بخش مرکزی شهرستان البرز) هي ناحية في مقاطعة ألبرز التابعة لمحافظة قزوين في إيران. في تعداد عام 2006 كان عدد سكانها 94,853 نسمة في 24,318 عائلة. فيها مدينة واحدة هي: ألفند، وفيها قسمان ريفيان هما: قسم بير يوسفيان الريفي وقسم نصرت أباد الريفي.